# Tegenaria
Tegenaria es un género de araña araneomorfa de la familia Agelenidae. Se distribuyen por el Holártico y el Sudeste asiático, aunque algunas especies se han convertido en prácticamente cosmopolitas.

## Especies
Se reconocen las siguientes según World Spider Catalog 19.5:
- Tegenaria abchasica Charitonov, 1941
- Tegenaria achaea Brignoli, 1977
- Tegenaria adomestica Guseinov, Marusik & Koponen, 2005
- Tegenaria africana Lucas, 1846
- Tegenaria agnolettii Brignoli, 1978
- Tegenaria alamto Zamani, Marusik & Malek-Hosseini, 2018
- Tegenaria angustipalpis Levy, 1996
- Tegenaria anhela Brignoli, 1972
- Tegenaria animata Kratochvíl & Miller, 1940
- Tegenaria annae Bolzern, Burckhardt & Hänggi, 2013
- Tegenaria annulata Kulczyński, 1913
- Tegenaria argaeica Nosek, 1905
- Tegenaria ariadnae Brignoli, 1984
- Tegenaria armigera Simon, 1873
- Tegenaria averni Brignoli, 1978
- Tegenaria bayeri Kratochvíl, 1934
- Tegenaria bayrami Kaya, Kunt, Marusik & Uğurtaş, 2010
- Tegenaria bosnica Kratochvíl & Miller, 1940
- Tegenaria bozhkovi (Deltshev, 2008)
- Tegenaria campestris (C. L. Koch, 1834)
- Tegenaria capolongoi Brignoli, 1977
- Tegenaria carensis Barrientos, 1981
- Tegenaria chebana Thorell, 1897
- Tegenaria chiricahuae Roth, 1968
- Tegenaria chumachenkoi Kovblyuk & Ponomarev, 2008
- Tegenaria circeoensis Bolzern, Burckhardt & Hänggi, 2013
- Tegenaria comnena Brignoli, 1978
- Tegenaria comstocki Gajbe, 2004
- Tegenaria concolor Simon, 1873
- Tegenaria cottarellii Brignoli, 1978
- Tegenaria croatica Bolzern, Burckhardt & Hänggi, 2013
- Tegenaria daiamsanesis Kim, 1998
- Tegenaria dalmatica Kulczyński, 1906
- Tegenaria decolorata Kratochvíl & Miller, 1940
- Tegenaria dentifera Kulczyński, 1908
- Tegenaria domestica (Clerck, 1757)
- Tegenaria eleonorae Brignoli, 1974
- Tegenaria elysii Brignoli, 1978
- Tegenaria epacris Levy, 1996
- Tegenaria faniapollinis Brignoli, 1978
- Tegenaria femoralis Simon, 1873
- Tegenaria ferruginea (Panzer, 1804)
- Tegenaria forestieroi Brignoli, 1978
- Tegenaria halidi Guseinov, Marusik & Koponen, 2005
- Tegenaria hamid Brignoli, 1978
- Tegenaria hasperi Chyzer, 1897
- Tegenaria hauseri Brignoli, 1979
- Tegenaria hemanginiae Reddy & Patel, 1992
- Tegenaria henroti Dresco, 1956
- Tegenaria ismaillensis Guseinov, Marusik & Koponen, 2005
- Tegenaria karaman Brignoli, 1978
- Tegenaria lapicidinarum Spassky, 1934
- Tegenaria lehtineni (Guseinov, Marusik & Koponen, 2005)
- Tegenaria lenkoranica (Guseinov, Marusik & Koponen, 2005)
- Tegenaria levantina Barrientos, 1981
- Tegenaria longimana Simon, 1898
- Tegenaria lunakensis Tikader, 1964
- Tegenaria lyncea Brignoli, 1978
- Tegenaria maelfaiti Bosmans, 2011
- Tegenaria mamikonian Brignoli, 1978
- Tegenaria maroccana Denis, 1956
- Tegenaria maronita Simon, 1873
- Tegenaria mediterranea Levy, 1996
- Tegenaria melbae Brignoli, 1972
- Tegenaria mercanturensis Bolzern & Hervé, 2010
- Tegenaria michae Brignoli, 1978
- Tegenaria mirifica Thaler, 1987
- Tegenaria montana Deltshev, 1993
- Tegenaria montiszasensis Bolzern, Burckhardt & Hänggi, 2013
- Tegenaria nakhchivanica (Guseinov, Marusik & Koponen, 2005)
- Tegenaria oribata Simon, 1916
- Tegenaria pagana C. L. Koch, 1840
- Tegenaria parietina (Fourcroy, 1785)
- Tegenaria parmenidis Brignoli, 1971
- Tegenaria parvula Thorell, 1875
- Tegenaria pasquinii Brignoli, 1978
- Tegenaria percuriosa Brignoli, 1972
- Tegenaria pieperi Brignoli, 1979
- Tegenaria pindosiensis Bolzern, Burckhardt & Hänggi, 2013
- Tegenaria podoprygorai (Kovblyuk, 2006)
- Tegenaria pontica Charitonov, 1947
- Tegenaria pseudolyncea (Guseinov, Marusik & Koponen, 2005)
- Tegenaria racovitzai Simon, 1907
- Tegenaria ramblae Barrientos, 1978
- Tegenaria regispyrrhi Brignoli, 1976
- Tegenaria rhodiensis Caporiacco, 1948
- Tegenaria rilaensis Deltshev, 1993
- Tegenaria sbordonii Brignoli, 1971
- Tegenaria schmalfussi Brignoli, 1976
- Tegenaria schoenhoferi Bolzern, Burckhardt & Hänggi, 2013
- Tegenaria scopifera Barrientos, Ribera & Pons, 2002
- Tegenaria serrana Barrientos & Sánchez-Corral, 2013
- Tegenaria shillongensis Barman, 1979
- Tegenaria silvestris L. Koch, 1872
- Tegenaria talyshica Guseinov, Marusik & Koponen, 2005
- Tegenaria taurica Charitonov, 1947
- Tegenaria tekke Brignoli, 1978
- Tegenaria tridentina L. Koch, 1872
- Tegenaria tyrrhenica Dalmas, 1922
- Tegenaria vallei Brignoli, 1972
- Tegenaria vanensis Danişman & Karanfil, 2015
- Tegenaria vankeerorum Bolzern, Burckhardt & Hänggi, 2013
- Tegenaria vignai Brignoli, 1978
- Tegenaria wittmeri Brignoli, 1978
- Tegenaria zagatalensis Guseinov, Marusik & Koponen, 2005
- Tegenaria zamanii Marusik & Omelko, 2014